# Besluitwet

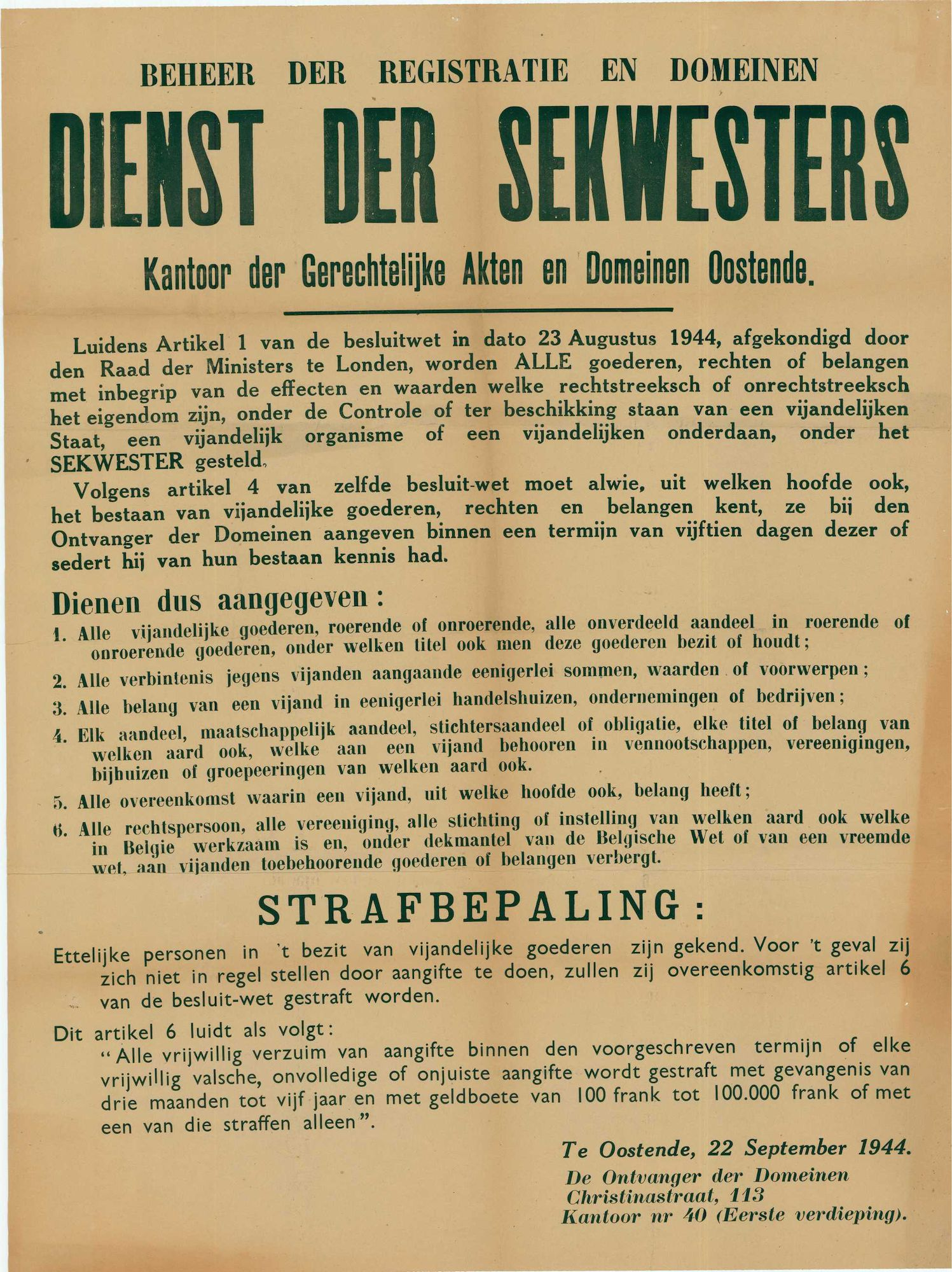
Bericht van de besluitwet van 23 augustus 1944 betreffende het sekwester

Een besluitwet (Frans: arrêté-loi) is in België een besluit van de uitvoerende macht dat wetskracht heeft. Het verwijst naar koninklijke en ministeriële besluiten die genomen zijn tijdens de Eerste en Tweede Wereldoorlog en die, gezien de uitzonderlijke omstandigheden, niet door het parlement konden goedgekeurd worden maar toch aanvaard werden als wetten in de formele zin.
Voorbeelden zijn:
- de besluitwet van 14 november 1939 betreffende de beteugeling van de dronkenschap
- de besluitwet van 10 mei 1940 waarbij de ministeriële bevoegdheden verschuiven naar de secretarissen-generaal, de hoogste ambtenaren per ministerieel departement (zie het Comité van de secretarissen-generaal)
- de besluitwet van 23 augustus 1944 betreffende het sekwester